# 前667年
| 千纪： | 前1千纪 |
| 世纪： | 前8世纪 \| 前7世纪 \| 前6世纪 |
| 年代： | 前690年代 \| 前680年代 \| 前670年代 \| 前660年代 \| 前650年代 \| 前640年代 \| 前630年代                                                                                   |
| 年份： | 前672年 \| 前671年 \| 前670年 \| 前669年 \| 前668年 \| 前667年 \| 前666年 \| 前665年 \| 前664年 \| 前663年 \| 前662年                                                     |
| 纪年： | 周惠王十年 魯莊公二十七年 齊桓公十九年 晉献公十年 秦宣公九年 宋桓公十五年 楚成王五年 衛懿公二年 陳宣公二十六年 蔡穆侯八年 曹僖公四年 郑文公六年 燕庄公二十四年 杞德公六年 |

## 大事记
- 傳說日本神武天皇開始七年東征。
- 繼前671年亚述国王進攻古埃及之後，亚述国王亚述巴尼拔繼續進攻古埃及，並且夺回了孟菲斯，此後亚述巴尼拔开始進攻上埃及。